# Goele Derick
Goele Derick (Leuven, 24 januari 1962) is een Vlaamse actrice en toneelregisseuse. 
Ze verwierf media-aandacht en bekendheid bij een ruimer publiek dankzij enkele televisieserierollen waaronder Mik, Mak en Mon (1986-1988), Thuis (2006), Fans (2008), Met man en macht (2013), Vriendinnen (2014), Kafka (2017), Professor T. (2015-2018) en Groeien & Bloeien (2024). Daarnaast speelde ze verschillende gastrollen zoals in Recht op Recht (2000), Flikken (2000), Witse (2004, 2006 en 2012) en Lisa (2021). 
Derick is voornamelijk actief in het theater. Ze was verbonden aan onder meer de Monty, in Stekelbees, het Ro Theater en DE Studio en speelde in langer lopende producties als Drie zusters, Mouchette, Onschuld, Gregoria en haar solovoorstelling Dat begint hier al goed. Voor het Toneelhuis regisseerde ze onder meer Drie monologen.

## Filmografie
| Titel                 | Rol      | Jaar | Opmerking    |
| --------------------- | -------- | ---- | ------------ |
| Les années 80         | Haarzelf | 1983 | Documentaire |
| Permeke               | Haarzelf | 1985 | Documentaire |
| Een dag in Vlaanderen | Haarzelf | 1986 | Documentaire |

| Titel                                 | Rol                              | Jaar            | Medium  | Opmerking                                                                                     |
| ------------------------------------- | -------------------------------- | --------------- | ------- | --------------------------------------------------------------------------------------------- |
| Tantes                                | /                                | 1984            | BRT     | TV-Film                                                                                       |
| Merlina                               | /                                | 1985            | BRT     | Aflevering 49 (S2: E23): Kere Weerom Bruidegom                                                |
| Mik, Mak en Mon                       | Sofie                            | 1986            | BRT     | Reeks 1: Afleveringen 1-13                                                                    |
| Dr. Tritsmans                         | /                                | 1988            | /       | Korte film (van Erik Van Looy)                                                                |
| Het landhuis                          | Agente                           | 1989            | BRT     | TV-Film                                                                                       |
| Langs de kade                         | /                                | 1990            | BRT     | Aflevering 7: De Rodeoman                                                                     |
| Postbus X                             | Winneta, assistente van Cassidy  | 1990            | BRT     | Aflevering 21 (S2: E10): De fenomenale Cassidy                                                |
| Eden                                  | /                                | 1993            | /       | Korte film                                                                                    |
| Heterdaad                             | Pascale                          | 1996            | VRT 1   | Aflevering 9 (S1: E9)                                                                         |
| Wittekerke                            | Sonja Hensen                     | 1996            | VTM     | Seizoen 4: Aflevering 4                                                                       |
| Heterdaad                             | Yolande Zimmerman                | 1998            | VRT 1   | Aflevering 23 (S3: E3)                                                                        |
| Deman                                 | Emilie Doomen                    | 1998            | VTM     | Aflevering 1: Wraak of gerechtigheid?                                                         |
| Raf & Ronny II (De Raf en Ronny Show) | Journaliste (als Goedele Derick) | 1999            | VTM     | Aflevering 6: In bed met Raf & Ronny                                                          |
| Recht op Recht                        | Onderzoeksrechter Leopold        | 2000-2001       | VRT 1   | S2: E1: Pentito, S3: E5: Haat & S3: E6: Liefde                                                |
| Café Majestic                         | Vrouw van André                  | 2000            | /       | Aflevering 2 (S1: E2): Belastingen                                                            |
| Café Majestic                         | Lisette                          | 2000            | /       | Aflevering 9 (S1: E9): Stamgasten                                                             |
| Flikken                               | Ingrid                           | 2000            | VRT 1   | Aflevering 17 (S2: E4): Het kind van de rekening                                              |
| Brussel Nieuwsstraat                  | /                                | 2000, 2002      | VRT 1   | S2: E5 & E8, S3: E1                                                                           |
| De Vermeire explosion                 | Liese                            | 2001            | VTM     | /                                                                                             |
| Wittekerke                            | Vera                             | 2001            | VTM     | Seizoen 8: Afleveringen 58-59                                                                 |
| Spoed                                 | Moeder Hofmans                   | 2001            | VTM     | Aflevering 59 (S4: E12): Het Verleden                                                         |
| Café Majestic                         | Lizette                          | 2002            | /       | Aflevering 15 (S2: E2): Occasie                                                               |
| Witse                                 | Jeanine                          | 2004            | VRT 1   | Aflevering 12 (S1: E12): De tipgever (deel 1) & Aflevering 13 (S1: E13): De tipgever (deel 2) |
| Rupel                                 | /                                | 2004            | VTM     | Aflevering 1 (S1: E1): Het bos                                                                |
| Thuis                                 | Bonnie                           | 2006            | VRT 1   | Afleveringen 1964-2060 (S11: E139-200, S12: E1-35)                                            |
| Witse                                 | Vicky Ghijsels                   | 2006            | VRT 1   | Aflevering 41 (S4: E2): Nachttrein                                                            |
| Spoed                                 | Moeder van Anke                  | 2007            | VTM     | Aflevering 200 (S10: E9): The Day After                                                       |
| Fans                                  | Hélène                           | 2008            | VRT 1   | /                                                                                             |
| Witse                                 | Nadine Wuyts                     | 2012            | VRT 1   | Aflevering 115 (S9: E11): Sister Morphine                                                     |
| Met man en macht                      | Madame Nicole                    | 2013            | VIER    | Hoofdrol                                                                                      |
| De weg van alle vlees                 | Carinne                          | 2013            | /       | Korte film                                                                                    |
| Vriendinnen                           | Lucienne Demuynck                | 2014            | VRT 1   | Aflevering 2: 1950, Aflevering 3: 1955 & Aflevering 4: 1960                                   |
| Professor T.                          | Ingrid Sneyers                   | 2015-2016, 2018 | VRT 1   | Hoofdrol                                                                                      |
| Bottom-Up                             | Martine                          | 2016            | /       | Korte film                                                                                    |
| Neverlanding: A Bad Thriller          | Anna                             | 2016            | /       | Korte film                                                                                    |
| Kafka                                 | /                                | 2017            | VTM     | Afleveringen 1-6, 8                                                                           |
| In the Palace                         | Buurvrouw                        | 2018            | /       | Korte film                                                                                    |
| Down To Earth                         | Gerda                            | 2019            | /       | Korte film                                                                                    |
| Shorts After Dark                     | Anna                             | 2019            | /       | Film                                                                                          |
| Over Water                            | Vrouw in wasserette              | 2020            | VRT 1   | Aflevering 18 (S2: E8): Goede raad                                                            |
| Lisa                                  | Frieda De Coninck                | 2021            | VTM     | Afleveringen 112-116 (S2: E1-5)                                                               |
| Sinterklaas en Koning Kabberdas       | Oma Tik                          | 2021            | /       | Film (van Stijn Coninx)                                                                       |
| Geldwolven                            | /                                | 2022            | Streamz | Aflevering 3: Eline                                                                           |
| Zeevonk                               | Begrafenisonderneemster          | 2023            | /       | Film                                                                                          |
| Le Poisson Gras                       | Micheline Pupe                   | 2023            | /       | Korte film                                                                                    |
| Alter Ego                             | Kern 70                          | 2023            | Streamz | Afleveringen 2, 4 en 6-7                                                                      |
| Groeien & Bloeien                     | Annemie Lutz                     | 2024            | VRT 1   | Hoofdrol                                                                                      |